# Purranque

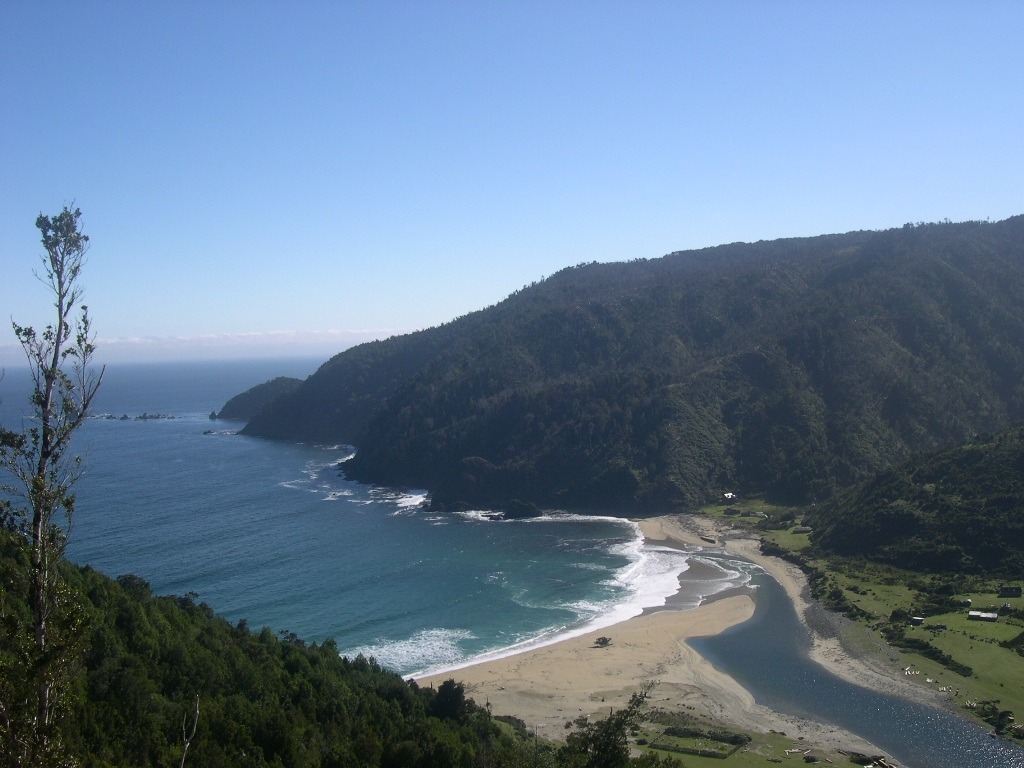
il Golfo di Manquemapu.

Purranque, è una città e un comune che appartiene alla provincia di Osorno, nella Regione dei Laghi in Cile. Possiede circa 20.000 abitanti e si trova sulla via principale Panamericana, in direzione della Patagonia. Si trova 45 km a sud di Osorno e 63 km a nord di Puerto Montt.

## Storia
La stirpe Huilliche (gente del sud) visse fino all'inizio del XIX secolo nella regione denominata Purranquil; poi il cacique, Railef, vendette i territori ai primi spagnoli che giunsero nei territori del Camino Real (la via reale), che portava da Valdivia all'arcipelago dell'isola di Chiloé.
Nel 1813 Camilo Santibañez, acquistò da Railef i territori, che si sarebbero poi chiamati Fundo Dollinco. Più tardi divennero proprietà del grande proprietario terriero Félix Rosas Manrique de Lara.
La città di Purranque fu fondata come Villa Lo Burgos il 18 aprile 1911 da Tomás Burgos Sotomayor, che era entrato in possesso di una parte della regione Fundo Dollinco sposando la figlia di Félix Rosas Manrique de Lara, Sofía Rosas Durán.
La città crebbe e prosperò parallelamente alla nascente rete ferroviaria, che collegava (e collega tutt'oggi) le città di Osorno e Puerto Montt, che incrementò lo sviluppo della zona.
Un decreto del presidente Juan Luis Sanfuentes, del 16 maggio 1915, riconobbe la formazione della città di Villa Lo Burgos e nel 1941 Purranque fu elevata a livello di comune considerato l'alto incremento del traffico di merci e passeggeri attraverso la sua stazione.

## Economia
L'economia locale si basa sulla produzione agricola e l'allevamento. Questa parte della provincia di Osorno è famosa per la carne bovina che trova smercio in tutte le regioni cilene. Esistono inoltre fattorie di piccole e medie dimensioni che si dedicano alla produzione di latte e alla produzione casearia destinata alle regioni centrali e meridionali del Cile. È tradizionale inoltre la produzione di fragole e di arándano (una varietà di mirtilli del tipo Vaccinium corymbosum).

## Turismo
Le regioni delle catene montuose costiere e la costa dell'Oceano Pacifico offrono obiettivi attrattivi per l'escursionismo, come Bahía San Pedro, il Golfo di San Carlo e Manquemapu. Questi luoghi possono essere raggiunti anche con fuoristrada.

### Feste religiose
La festa di San Sebastiano, patrono della città, si festeggia dal 1935 e fa rivivere una tradizione dei primi visitatori spagnoli nel sud del Cile. Ogni 20 gennaio si radunano oltre 30.000 pellegrini da tutte le regioni del Cile.

## Amministrazione comunale
- Sindaco: César Negrón Schwerter (Partito Socialista del Cile)

### Consiglio comunale
- Cesar Soto Paredes 	(Partito Regionalista degli Indipendenti)
- Hector Barria Angulo 	(Partito Cristiano Democratico del Cileno)
- Rosa Angélica Yantani Neira (Rinnovamento Nazionale)
- Marcelo Gonzalez Caro (Unione Democratica Indipendente)
- Miguel Treimun Mansilla (Partito Radicale Social Democratico)
- Roberta Vargas Ávila	(Partito Socialista del Cile)